# Brianne McLaughlin
Brianne McLaughlin, född den 20 juni 1987 i Elyria, Ohio i USA, är en amerikansk ishockeyspelare.
Hon tog OS-silver i damernas ishockeyturnering i samband med de olympiska ishockeytävlingarna 2010 i Vancouver.